# 루다우르
루다우르는 앙그마르에 동맹하여 북왕국 아르노르의 후계국들을 적대한 국가다. 아르노르 최후의 왕 에아렌두르가 붕어한 이후 그의 장남 암라이스의 즉위를 반대한 동생에 의해 건국 되었다.
루다우르는 아르노르 북동쪽에 위치하여 동쪽으로 깊은골과 가까웠고 북쪽으로는 앙그마르와 가까웠다. 아르노르의 혈통이 끊어져 왕위를 이어갈 수 없게 되자 앙그마르와 손을 잡고 사악한 인간이 땅을 다스렸다고 전해진다.
역병이 가운데땅에 큰 피해를 입혔을 때 루다우르 역시 피해를 입었으며, 멸망한 이유가 되었다. 두네다인들은 루다우르에서 무참히 살해당하고 생존한 무리는 탈출하여 흩어졌다.
아라고른 2세가 즉위한 이후 아르노르를 재건하는 과정에서 루다우르의 영역은 아르노르에 복속 된다.